# カナイマ国立公園
カナイマ国立公園（カナイマこくりつこうえん、Canaima National Park）は、ベネズエラにある国立公園。

## 概要
1962年にベネズエラの国立公園に指定されている。1994年、ユネスコの世界遺産(自然遺産)として登録されている。未だに人類未踏の場所が点在し、世界最後の秘境ともいわれる。そのため、原始的な特徴を持つ固有の動植物が生息し、独自の生態系を形成している。

### 地理
面積は、30,000平方キロメートル以上である。関東地方(東京都、神奈川県、千葉県、埼玉県、茨城県、群馬県、栃木県)より少し狭い程度。四国の約1.6倍である。テーブルマウンテンが大小100余りジャングルに浮かぶ一帯があり、ギアナ高地と呼ばれている。この地帯は、プレートテクトニクスの影響をほとんど受けていないため、約20億年前の地質がそのまま残っていると考えられている。
公園の北西部には、2,000 メートル級のテーブルマウンテンが連なり、アウヤンテプイがある。ここには世界最大の落差 979 メートルをもつエンジェルフォールがある。また公園内最高峰のテーブルマウンテンロライマ山は、一般の旅行者でも登ることができる。テーブルマウンテンは2億5千万年前に大地が激しい雨で削り出されて造り出された。山はそれぞれ孤立している為、テーブルマウンテンで発見された植物の4千種のうち、7割がこの地域固有のものである。
ロライマ山の近くには、3,000平方キロメートルほどのサバンナ地帯(ラ・グラン・サバナ)が広がっている。ラ・グラン・サバナには、川床が装飾用にもなる碧玉の一枚岩になっているハスペの滝やアラペナメルー滝がある。

### 気候
典型的な熱帯気候。12月から5月までが乾季で、6月から11月が雨季。カリブ海からの湿った風がギアナ高地に吹き込んでおり、一帯にジャングルを形成している。常に、ジャングルの上に雲が浮かび、衛星写真で地形を把握することが困難とも言われている。

## 登録基準
この世界遺産は世界遺産登録基準のうち、以下の条件を満たし、登録された（以下の基準は世界遺産センター公表の登録基準からの翻訳、引用である）。
- (7) ひときわすぐれた自然美及び美的な重要性をもつ最高の自然現象または地域を含むもの。
- (8) 地球の歴史上の主要な段階を示す顕著な見本であるもの。これには生物の記録、地形の発達における重要な地学的進行過程、重要な地形的特性、自然地理的特性などが含まれる。
- (9) 陸上、淡水、沿岸および海洋生態系と動植物群集の進化と発達において進行しつつある重要な生態学的、生物学的プロセスを示す顕著な見本であるもの。
- (10) 生物多様性の本来的保全にとって、もっとも重要かつ意義深い自然生息地を含んでいるもの。これには科学上または保全上の観点から、すぐれて普遍的価値を持つ絶滅の恐れのある種の生息地などが含まれる。

## アクセス
エンジェルフォールへ向かうには、シウダ・ボリバルが起点。また、ロライマ山、ラ・グラン・サバナのツアーは、サンタ・エレナ・デウラリが起点となっている。